# Château de Montalba-le-Château
Le château de Montalba se situe sur la commune de Montalba-le-Château, dans le département français des Pyrénées-Orientales. Il a été construit entre le XIIe siècle et le XIIIe siècle.

## Situation
Le château se trouve au centre du village de Montalba.

## Historique
Le château de Montalba fait l'objet d'une inscription des monuments historiques depuis le 21 décembre 1984.